# 山内泰幸
山内 泰幸（やまうち やすゆき、1973年3月16日 - ）は、広島県東広島市寺家出身の元プロ野球選手（投手）・野球解説者。

## 経歴

### プロ入り前
尾道商業高校では3年春の中国大会で優勝。日本体育大学（首都大学野球連盟所属・MVP2回、最優秀投手4回、ベストナイン2回受賞）時代に通算31勝、1994年にマークした連続イニング無失点48回2/3は、2011年菅野智之に破られるまで同リーグの記録だった。3年秋の明治神宮大会では2回戦で東北福祉大を相手に打者27人完封勝利。4年の大学選手権では準決勝で河原純一投手（駒大）と投げ合うも敗れた。大学野球日本代表に選出され、その河原と二枚エースとして、日米大学野球選手権大会でMVPを獲得。1994年ドラフトで広島東洋カープに同球団初の逆指名選手として入団。この年のドラフトは不作の年といわれ、富岡久貴（東京ガス）と河原、山内らが目玉選手だったが、地元出身選手をどうしても獲得したい広島・渡辺秀武スカウトは、山内が大学4年に上がる前の3月に「今年のカープの1位は山内で行く!」と新聞マスコミに発表。山内はその後、日米大学野球でMVPを獲得するなど活躍。読売ジャイアンツと中日ドラゴンズから金銭面で好条件を提示されたが、広島入りを選んだ。

### 現役時代
右肘を高く上げる独特の投球フォームが、ピンク・レディーの楽曲『UFO』の振り付けに似ていたことから「UFO投法」のニックネームで親しまれた。1995年は開幕2カード目の対阪神初戦に先発し初登板で初先発初勝利を挙げるが、その後先発としては結果が残せず、5月にはリリーフのみで4勝を挙げ月間MVPを獲得。6月には先発に復帰しプロ初完封を記録するなど先発としても復調しオールスターゲームにも出場した。広島の新人として初登板初勝利を挙げた選手は、当時史上4人目であった。2014年現在、9人が記録している。この年は14勝を挙げて新人王に選ばれた。
1996年も開幕から先発ローテーションには入ったが、調子が上がらず5月にはリリーフに周り、6月には1週間で3勝の荒稼ぎなどリリーフ期間三ヶ月ながら7勝を記録、8月には先発の駒不足もあり復帰すると2桁勝利目を完封勝利で記録したが先発としてはその後1勝の上澄みで終わる。翌年には開幕投手に抜擢されたが2年間先発・リリーフの登板過多から球が走らず負けが先行し防御率も5点台と苦しむ、1999年に右肘を手術。その後は谷間の先発・中継ぎ・抑えと首脳陣も再起に尽力したが、2002年シーズン終了後に29歳の若さで引退した。

### 引退後
広島で三軍投手コーチ（2003年 - 2005年）→二軍投手コーチ（2006年 - 2009年）を経て、2010年からは一軍投手コーチを務めたが、2014年10月22日に球団から来季の契約を結ばないことが発表された。
2014年12月1日からはテレビ新広島解説者。

## 詳細情報

### 年度別投手成績
| 年 度     | 球 団     | 登 板 | 先 発 | 完 投 | 完 封 | 無 四 球 | 勝 利 | 敗 戦 | セ 丨 ブ | ホ 丨 ル ド | 勝 率 | 打 者 | 投 球 回 | 被 安 打 | 被 本 塁 打 | 与 四 球 | 敬 遠 | 与 死 球 | 奪 三 振 | 暴 投 | ボ 丨 ク | 失 点 | 自 責 点 | 防 御 率 | W H I P |
| --------- | --------- | ----- | ----- | ----- | ----- | -------- | ----- | ----- | -------- | ----------- | ----- | ----- | -------- | -------- | ----------- | -------- | ----- | -------- | -------- | ----- | -------- | ----- | -------- | -------- | ------- |
| 1995      | 広島      | 34    | 21    | 5     | 1     | 1        | 14    | 10    | 0        | --          | .583  | 671   | 163.1    | 145      | 14          | 67       | 1     | 3        | 123      | 5     | 0        | 61    | 55       | 3.03     | 1.30    |
| 1996      | 広島      | 46    | 10    | 2     | 2     | 0        | 11    | 8     | 0        | --          | .579  | 492   | 117.2    | 102      | 14          | 43       | 2     | 1        | 107      | 2     | 1        | 57    | 51       | 3.90     | 1.23    |
| 1997      | 広島      | 28    | 25    | 3     | 1     | 1        | 7     | 11    | 0        | --          | .389  | 672   | 152.0    | 172      | 23          | 47       | 2     | 3        | 120      | 6     | 1        | 90    | 88       | 5.21     | 1.44    |
| 1998      | 広島      | 27    | 15    | 2     | 0     | 0        | 4     | 7     | 0        | --          | .364  | 425   | 93.2     | 104      | 16          | 44       | 2     | 1        | 67       | 4     | 1        | 58    | 54       | 5.19     | 1.58    |
| 1999      | 広島      | 17    | 7     | 0     | 0     | 0        | 4     | 4     | 0        | --          | .500  | 252   | 55.0     | 71       | 10          | 23       | 3     | 0        | 36       | 2     | 0        | 40    | 36       | 5.89     | 1.71    |
| 2000      | 広島      | 9     | 9     | 2     | 0     | 0        | 2     | 1     | 0        | --          | .667  | 225   | 52.1     | 58       | 6           | 18       | 0     | 1        | 21       | 1     | 0        | 24    | 23       | 3.96     | 1.45    |
| 2001      | 広島      | 20    | 5     | 0     | 0     | 0        | 3     | 3     | 1        | --          | .500  | 171   | 41.0     | 37       | 8           | 13       | 1     | 1        | 31       | 1     | 0        | 25    | 23       | 5.05     | 1.22    |
| 2002      | 広島      | 3     | 0     | 0     | 0     | 0        | 0     | 0     | 0        | --          | ----  | 8     | 2.0      | 3        | 0           | 0        | 0     | 0        | 3        | 0     | 0        | 1     | 1        | 4.50     | 1.50    |
| 通算：8年 | 通算：8年 | 184   | 92    | 14    | 4     | 2        | 45    | 44    | 1        | --          | .506  | 2916  | 677.0    | 692      | 91          | 255      | 11    | 10       | 508      | 21    | 3        | 356   | 331      | 4.40     | 1.40    |

- 各年度の太字はリーグ最高

### 表彰
- 新人王（1995年）
- 月間MVP：1回（1995年5月）

### 記録
初記録
- 初登板・初先発登板・初勝利・初先発勝利：1995年4月11日、対阪神タイガース戦（阪神甲子園球場）、6回1/3を1失点
- 初完投勝利・初完封勝利：1995年6月11日、対ヤクルトスワローズ戦（福島県営あづま球場）、8被安打6奪三振4与四死球

その他の記録
- オールスターゲーム出場：2回 （1995年、1997年）

### 背番号
- 16 （1995年 - 2002年）
- 80 （2003年 - 2014年）

## 関連情報

### 出演
三軍コーチ時代の2005年には広島テレビ（HTV）の番組「進め!スポーツ元気丸」のコメンテーターや同局ローカルプロ野球中継のゲスト解説で顔を出すことがあった。
これは、前年まで解説者として出演していた小林聖始が中日ドラゴンズの投手コーチに就任し、入れ替わりで読売ジャイアンツ投手コーチ辞任に伴い同局の解説者に復帰した池谷公二郎は日本テレビ系列の全国中継も担当することから「進め!スポーツ元気丸」に出演できない場合があるために、広島の厚意もあり、三軍コーチのため通常ベンチ入りしない山内が抜擢されたものと思われる。なお、ローカル中継については、解説者起用に当たり日本テレビが広島テレビとの調整を図ったため、池谷が全て出演していた。
翌2006年には、山本浩二が広島監督辞任に伴い同局の解説者に復帰し、現役を引退した野村謙二郎も解説者に加わり、人的な余裕が出来たこと（2人とも、池谷同様日本テレビ兼任）、二軍コーチへの異動に伴いコーチ業に専念するため番組を降板している。
2014年12月1日、TSSテレビ新広島と解説者として契約。同日の『tss Super NEWS』にも出演している。2015年度からは『全力応援 スポーツLOVERS』のコメンテーターも務める。『ひろしま満点ママ!!』の金曜コーナー「ちょこっとスポラバ」に青坂匠と共に出演。
2016年の日本シリーズではフジテレビ制作の第2戦中継でグラウンド解説として出演した（放送席の解説：江本孟紀・大矢明彦・達川光男、実況：田中大貴）。これがフジテレビ系列地上波全国中継への初出演となった。
2016年から広島県広報番組『ひろしま県民テレビ』（TSSテレビ新広島）と広島県WEB限定番組『ひろしま県民スクール』（広島県ホームページ）に出演。
近年はJA共済広島のCMにも出演している。
テレビ
- 進め!スポーツ元気丸（2004年、広島テレビ）コメンテーター
- 全力応援 スポーツLOVERS（2015年 - 、テレビ新広島）コメンテーター
- ひろしま満点ママ!! 金曜コーナー「ちょこっとスポラバ」（テレビ新広島）
  - 青坂匠アナウンサーと2人体制
  - 山内1人体制（青坂匠がアナウンサーを卒業したため）
  - 野川諭生アナウンサーと2人体制
    - 政田マリ（仏像ナビゲーター）との隔週出演となった2021年は、原則として「ちょこっとスポラバ」（山内）と「そうだ お寺、見に行こう。」（政田）を隔週で放送
- TSSライク!（テレビ新広島）月曜コメンテーター
- 広島県広報番組『ひろしま県民テレビ』（2016年 - 2018年3月28日、テレビ新広島）MC
  - WEB限定番組『ひろしま県民スクール』（2016年6月15日 - 2018年3月26日、広島県）MC
- 夢キラリ（2019年 - 、テレビ新広島）ナレーション

CM
- JA共済広島
山内単独出演バージョンと、浅田真由と出演バージョンがある。
- GDOスコア（ゴルフダイジェスト・オンライン）
達川光男と共演。